# Monophysisme
 (septembre 2023).

Schéma des principales divergences christologiques, d'après Eliade.

Le monophysisme (du grec μόνος « seul, unique » et φύσις « nature ») est une doctrine christologique apparue au Ve siècle dans l'Empire romain d'Orient en réaction au nestorianisme, et ardemment défendue par Eutychès. Elle affirme que le Fils n'a qu'une seule nature, qui est divine, et qui a absorbé sa nature humaine.

## Doctrine

### Contexte
La doctrine chrétienne s'est construite à l'origine autour du symbole de Nicée, c'est-à-dire la reconnaissance de la consubstantialité du Père et du Fils, tout comme de la nature humaine du Christ. Le monophysisme d'Eutychès affirme, pour sa part, que le Fils n'a qu'une seule nature et qu'elle est divine. En cela il s'oppose au nestorianisme.
Cette approche tente de répondre aux silences de la foi nicéenne quant à la nature de Jésus-Christ.
Le monophysisme d'Eutychès a été condamné lors du concile de Chalcédoine en 451, tout comme la doctrine opposée, le nestorianisme, l'avait été au concile d'Éphèse en 431. Selon le concile de Chalcédoine, Jésus-Christ est à la fois Dieu et homme en « une seule personne et deux natures, sans confusion, sans changement, sans division et sans séparation ».

### Le miaphysisme
Malgré les décisions du concile et sous l'impulsion de théologiens tels que Dioscore d'Alexandrie, Sévère d'Antioche puis Jacques Baradée, le monophysisme, dans sa variante miaphysite, continua de se développer dans les provinces byzantines de Syrie et d'Égypte tout au long du VIe siècle et jusqu'aux invasions perses puis arabes, au début du VIIe siècle. Par ailleurs, il fut également à l'origine du premier schisme entre Rome et Constantinople en 484 (en) (Acace de Constantinople, Hénotique) et, en partie, à l'origine de la sédition Nika, qui se produisit à Byzance en 532, sous le règne de Justinien Ier, et que celui-ci réprima dans le sang.
Sous sa forme miaphysite, le monophysisme est professé aujourd'hui par les Églises des trois conciles (arménienne, syro-jacobite, copte, etc.). D'un point de vue non-confessionnel, il serait préférable d'appeler ces Églises « non-chalcédoniennes » ou « préchalcédoniennes » plutôt que « monophysites ».

### Divers
On peut aussi envisager que cette christologie a sa part dans la figure du Christ pantocrator, rendue populaire dans le christianisme oriental par l'icône de ce nom.

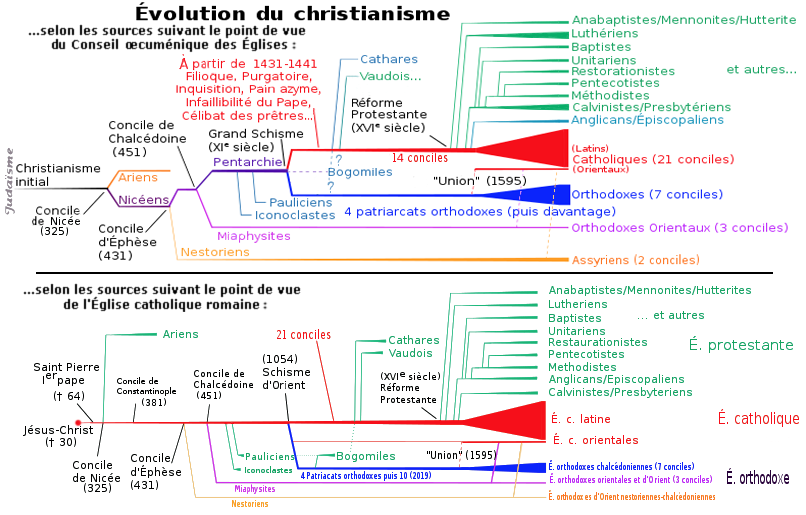
Diagrammes comparatifs des branches du christianisme traduits de l'anglais, selon les points de vue multiconfessionnel (haut) et catholique (bas), en conformité respectivement avec les sources suivantes : Walter Bauer Orthodoxy and Heresy in Earliest Christianity, Sigler Press 1996 ISBN 978-0-9623642-7-3 ; Adolf von Harnack Histoire des dogmes, Cerf 1993 ISBN 978-2-204-04956-6 (haut) et George Herbermann, Catholic Encyclopaedia ; Michel Le Quien Oriens Christianus, Typographia Regia, 1740 (bas).